# Зуевец
Зуевец — деревня в Гдовском районе Псковской области России. Входит в состав Добручинской волости Гдовского района.

## География
Расположена в 21 км к северо-западу от Гдова и в 16 км к юго-востоку от волостного центра, деревни Добручи. В 2 км к западу протекает река Плюсса.

## Население
Численность населения деревни на 2000 год составляла 6 человек, по переписи 2002 года — 15 человек.

## История
До 1 января 2006 года деревня входила в состав ныне упразднённой Вейнской волости.